# Conny Maier
Conny Maier (* 1987 in Berlin) ist eine deutsche Malerin.

## Leben
Conny Maier wuchs in Berlin auf. Sie war Teil des eingestellten Modelabels LookyLooky und begann parallel zu malen. Sie lebt zwischen Berlin und Peniche (*Portugal).

## Werk
Conny Maier ist Autodidaktin. Sie malt figurativ, in kräftigen Farben. Die dargestellten Figuren haben häufig einen aufgerissenen Mund. „Das kann als Staunen angesehen werden, es kann aber auch mit Angst oder mit den Mündern von Sexpuppen assoziiert werden.“ Als Themen gibt sie soziale Ungerechtigkeit oder sexualisierte Umgebungen an.

## Auszeichnungen
- 2020 Artist of the Year, Preis der Deutschen Bank[2]

## Ausstellungen
Einzelausstellungen
- 2023: Beautiful Disasters, Langen Foundation, Neuss[3]
- 2022: Where Have All the Flowers Gone?, De 11 Lijnen, Belgium
- 2022: Feels like rabies, Société, Berlin[4]
- 2021: Grenzgänge 2, König Galerie, Seoul
- 2021: Grenzgänge, Ruttkowski;68, Köln
- 2020: Die Zähmung, Kunstverein Heppenheim
- 2020: Domestic, König Galerie, Berlin
- 2020:  Am Rothenbaum, Ruttkowski;68, Paris
- 2016: Coke First PT.II, BOLD Room, Los Angeles

Gruppenausstellungen
- 2023: DORF, sommer.frische.kunst, Bad Gastein
- 2023: The King Is Dead, Long Live the Queen, Museum Frieder Burda, Baden-Baden
- 2023: Anbaden, Villa Schöningen, Potsdam
- 2022: Deutsche Bank Artist of the year 2022, MUDEC, Milan
- 2022: HOW TO & KNOW-HOW, Neue Galerie Gladbeck, Gladbeck
- 2021: Deutsche Bank Artists of the year 2021, Palais Populaire, Berlin
- 2020: This must be the Place, Villa Schöningen, Potsdam
- 2020: Dorf 4 – The last one, Kunstverein Ulm, Ulm
- 2020: Mixed Pickles 8, Wilhelm Hallen, Berlin
- 2020: You Can Do Better – Bad Painting, Elektrohalle Rhomberg
- 2020: Nine to know, Ruttkowski;68, Paris
- 2019: Mixed Pickles 6, Michael Horbachstiftung, Köln
- 2019: Grand Opening, Ruttkowski;68, Paris
- 2019: My body doesn’t like summer, Haverkampf Galerie, Berlin
- 2019: Provincetown, MEWO Kunsthalle, Memmingen
- 2017: HYPER HYPER, Michael Reid Galerie, Berlin
- 2016: Woman in disguise, Volume Gallery, Berlin

## Publikationen
- 2023: Bautiful Disasters. Udo Kittelmann für die Langen Foundation. DISTANZ Verlag, ISBN 978-3-95476-556-0.
- 2022: Dorf. Buck Buck Book, ISBN 978-3-947631-10-0.
- 2020: Wald. buck buck book, ISBN 978-3-947631-02-5.
- 2018: Provincetown. Buck Buck Book, ISBN 978-3-947631-00-1.